# Dracy-lès-Couches
Dracy-lès-Couches település Franciaországban, Saône-et-Loire megyében. Lakosainak száma 152 fő (2022. január 1.). Dracy-lès-Couches Saint-Gervais-sur-Couches, Couches, Saint-Martin-de-Commune, Saint-Maurice-lès-Couches és Saint-Sernin-du-Plain községekkel határos.

## Népesség
A település népességének változása:
| Lakosok száma | 154  | 148  | 155  | 153  | 155  | 153  | 153  | 152  | 152  |
|               | 2013 | 2015 | 2016 | 2017 | 2018 | 2019 | 2020 | 2021 | 2022 |